# パイラ・マリーナ

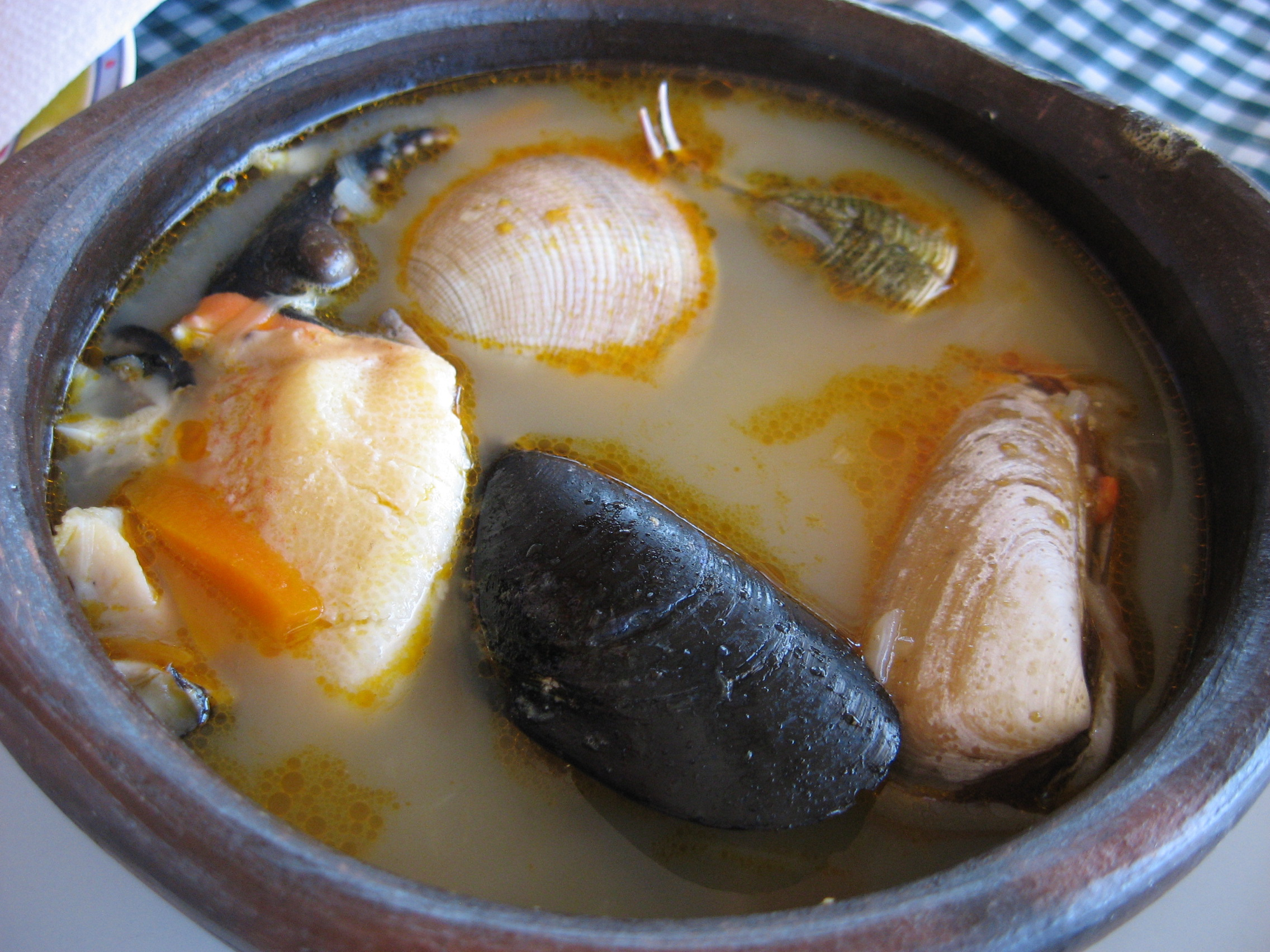
パイラ・マリーナ

パイラ・マリーナ(Paila marina)は、チリの伝統的な海鮮シチューである。「マリーナ」はスペイン語で「海」を意味する。通常は、パイラと呼ばれる土器製のボウルに入れて提供される。貝の出汁を用い、数種類の貝や魚が入れられ、ニンニク、コリアンダー、タマネギ等、様々な種類のハーブやスパイスで味付けされる。

## 評判
大森信は著書「エビとカニの博物誌」でチリのチロエ島でピコロコが入ったパイラ・マリーナを食べた時の感想として、「魚介類のうまみにスパイスが効いて、地酒のピスコサワーとの相性がよかった。」と述べている。

## 作り方
1. 玉ねぎを薄切り、ニンニクとパセリをみじん切り、ジャガイモを1cmの角切り、パプリカを2cmの薄切りにして、オリーブ油を入れた鍋で炒める。
2. 1にあさりの水煮を汁ごと加え、白身魚を入れ、酒をふって蒸す。
3. 魚に火が通ったらブイヨンを入れ、野菜に火が通るまで煮る。仕上げにパセリを加える[2]。レモンを添えてもよい[3]。